# Liste der Kulturdenkmäler in Waldkappel
Die folgende Liste enthält die in der Denkmaltopographie ausgewiesenen Kulturdenkmäler auf dem Gebiet  der  Stadt Waldkappel, Werra-Meißner-Kreis, Hessen.
Hinweis: Die Reihenfolge der Denkmäler in dieser Liste orientiert sich zunächst an Stadtteilen und anschließend der Anschrift, alternativ ist sie auch nach der Bezeichnung, der vom Landesamt für Denkmalpflege vergebenen Nummer oder der Bauzeit sortierbar.
Kulturdenkmäler werden fortlaufend im Denkmalverzeichnis des Landes Hessen durch das Landesamt für Denkmalpflege Hessen auf Basis des Hessischen Denkmalschutzgesetzes (HDSchG) geführt. Die Schutzwürdigkeit eines Kulturdenkmals hängt nicht von der Eintragung in das Denkmalverzeichnis des Landes Hessen oder der Veröffentlichung in der Denkmaltopographie ab.

Das Vorhandensein oder Fehlen eines Objekts in dieser Liste ist keine rechtsverbindliche Auskunft darüber, ob es Kulturdenkmal ist oder nicht: Diese Liste entspricht möglicherweise nicht dem aktuellen Stand der offiziellen Denkmaltopographie. Diese ist für Hessen in den entsprechenden Bänden der Denkmaltopographie Bundesrepublik Deutschland und im Internet unter DenkXweb – Kulturdenkmäler in Hessen einsehbar. Auch diese Quellen sind, obwohl sie durch das Landesamt für Denkmalpflege Hessen aktualisiert werden, nicht immer aktuell, da es im Denkmalbestand immer wieder Änderungen gibt.
Eine verbindliche Auskunft erteilt allein das Landesamt für Denkmalpflege Hessen.
Nutze diese Kartenansicht, um Koordinaten in der Liste zu setzen. In dieser Kartenansicht sind Kulturdenkmale ohne Koordinaten mit einem roten bzw. orangen Marker dargestellt und können in der Karte gesetzt werden. Kulturdenkmale ohne Bild sind mit einem blauen bzw. roten Marker gekennzeichnet, Kulturdenkmale mit Bild mit einem grünen bzw. orangen Marker.

## Kulturdenkmale nach Ortsteilen

### Waldkappel
| Bild                                    | Bezeichnung                                                | Lage | Beschreibung       | Bauzeit | Objekt-Nr. |
| --------------------------------------- | ---------------------------------------------------------- | --- | ------------------ | ------- | ---------- |
| Bild gesucht BW                         | Gesamtanlage Waldkappel                                    | Braugasse, Friemer Straße, Gartenstraße, Grabengasse, Hindenburgstraße, In der Farbe, Kirchgasse, Kirchplatz, Kleine Gasse, Lange Gasse, Leipziger Straße, Lohplatz, Mittelgasse, Röthsweg, Wiesengasse Lage |                    |         | 38741 DDB  |
| Bild gesucht BW                         | Friedhof                                                   | Am Frauenberge LageFlur: 6, Flurstück: 129/6 | alter Friedhof     |         | 38743 DDB  |
| Bild gesucht BW                         | Grenzstein                                                 | Am Krückbusch LageFlur: 16, Flurstück: 34/14 |                    |         | 39253 DDB  |
| Bild gesucht BW                         | 2 Steine, Soodholz und Gemarkung – Forst- und Weidegrenzen | Auf der Trift LageFlur: 25, Flurstück: 12/6 | Inschrift: WLZH/WC |         | 39287 DDB  |
| Direkt Bild zu diesem Denkmal hochladen | Lagerkeller                                                | Außerhalb der Ortslage |                    |         | 38744 DDB  |
| Eisenbahnbrücke über die Wehre          | Eisenbahnbrücke über die Wehre                             | Eisenbahn LageFlur: 9, Flurstück: 171/1 | Sandsteinviadukt   | 1878    | 38745 DDB  |
| Bild gesucht BW                         | Wohnhaus                                                   | Friemer Straße 8 LageFlur: 27, Flurstück: 94/5 |                    | 1657    | 38747 DDB  |
| Bild gesucht BW                         | Wohnhaus                                                   | Friemer Straße 9 LageFlur: 27, Flurstück: 84/3 |                    | 1752    | 38748 DDB  |
| Bild gesucht BW                         | Wohnhaus                                                   | Friemer Straße 10 LageFlur: 27, Flurstück: 93/12 |                    | 1772    | 38749 DDB  |
| Bild gesucht BW                         | Wohnhaus                                                   | Friemer Straße 15 LageFlur: 27, Flurstück: 87/3 |                    |         | 38750 DDB  |
| Bild gesucht BW                         | Fuchsmühle                                                 | Friemer Straße 17 LageFlur: 28, Flurstück: 109/4 |                    | um 1900 | 38751 DDB  |
| Direkt Bild zu diesem Denkmal hochladen | Gewölbekeller                                              | Friemer Straße ohne Nr. | zwei Gewölbekeller |         | 38746 DDB  |
| Bild gesucht BW                         | Wohnhaus                                                   | Hindenburgstraße 1 LageFlur: 27, Flurstück: 100/2 |                    |         | 38752 DDB  |
| Bild gesucht BW                         | Wohn- und Geschäftshaus                                    | Hindenburgstraße 5 LageFlur: 27, Flurstück: 104/1 |                    |         | 38753 DDB  |
| Bild gesucht BW                         | Wohnhaus                                                   | Hindenburgstraße 7 LageFlur: 27, Flurstück: 106/1 |                    |         | 38754 DDB  |
| Bild gesucht BW                         | Wohnhaus                                                   | Hindenburgstraße 17 LageFlur: 26, Flurstück: 107 |                    |         | 38755 DDB  |
| Bild gesucht BW                         | Wohnhaus                                                   | Hindenburgstraße 25 LageFlur: 7, Flurstück: 61/1 |                    |         | 38756 DDB  |
| Bild gesucht BW                         | Taufstein                                                  | Im Taufstein LageFlur: 5, Flurstück: 21/1 |                    |         | 39293 DDB  |
| Bild gesucht BW                         | Sandsteinviadukt                                           | Kasseler Straße (K 33), Am Frauenberge LageFlur: 7, Flurstück: 140/7, 147 |                    |         | 38742 DDB  |
| Wohnhaus                                | Wohnhaus                                                   | Kirchplatz 4 LageFlur: 26, Flurstück: 82/1 |                    | 1854    | 38757 DDB  |
| Wohnhaus                                | Wohnhaus                                                   | Kirchplatz 5, Kirchplatz LageFlur: 26, Flurstück: 42/2, 44/1 |                    |         | 38758 DDB  |
| weitere Bilder                          | Evangelische Stadtkirche St. Georg                         | Kirchplatz 8 LageFlur: 26, Flurstück: 41 |                    |         | 38760 DDB  |
| Bild gesucht BW                         | Hofanlage                                                  | Leipziger Straße 34/36 LageFlur: 26, Flurstück: 48/1 |                    |         | 38759 DDB  |
| Bild gesucht BW                         | Katholische Kirche St. Elisabeth mit Pfarrhaus             | Werenfriedplatz 1/1a LageFlur: 8, Flurstück: 68/23, 68/26 |                    | 1956    | 782700 DDB |

### Bischhausen
| Bild | Bezeichnung              | Lage | Beschreibung | Bauzeit | Objekt-Nr. |
| --- | ------------------------ | --- | --- | ------- | ---------- |
| Die Lehmkaute ist ein Teil der Gesamtanlage Bischhausen, die aus geschichtlichen Gründen geschützt wird. | Gesamtanlage Bischhausen | Am Graben, Am Kirchplatz, Eichholzgasse 1, 4, Fitzgasse, Landstraße 27–31, 34–52, Lehmkaute 1–17, 2–14, Mühlenstraße, Rüppelsgraben 2–8, Steinweg, Zum Junkerhof Lage | |         | 38762 DDB  |
| Feuerwehrgerätehaus                                                                                      | Feuerwehrgerätehaus      | Am Graben LageFlur: 17, Flurstück: 33/2 | Das 1869 erbaute Feuerwehrgerätehaus besteht aus dem Lagerschuppen mit hohen Toren und einem Schlauchturm. Teile des Fachwerkes und die Verschalung des Schlauchturmes wurden in den Jahren 2005 und 2006 erneuert. Das Gebäude ist aus orts- und sozialgeschichtlichen Gründen schützenswert. | 1869    | 38768 DDB  |
| Bild gesucht BW                                                                                          | Wohnhaus                 | Am Graben 4 LageFlur: 17, Flurstück: 111/2 | |         | 38763 DDB  |
| Bild gesucht BW                                                                                          | Ehemalige Schule         | Am Graben 6 LageFlur: 17, Flurstück: 111/3 | | 1833    | 38764 DDB  |
| Bild gesucht BW                                                                                          | Wohnhaus                 | Am Graben 10 LageFlur: 17, Flurstück: 113/3 | |         | 38765 DDB  |
| Bild gesucht BW                                                                                          | Wohnhaus                 | Am Graben 21 LageFlur: 17, Flurstück: 47/3 | |         | 38766 DDB  |
| Bild gesucht BW                                                                                          | Wohnhaus                 | Am Graben 29/25 LageFlur: 17, Flurstück: 51/1, 52/1 | | 1775    | 38767 DDB  |
| Ehemaliges Amtsgericht                                                                                   | Ehemaliges Amtsgericht   | Am Kirchplatz 1 LageFlur: 17, Flurstück: 27/1 | |         | 38770 DDB  |
| Ehemaliges Gefängnis                                                                                     | Ehemaliges Gefängnis     | Am Kirchplatz 2 LageFlur: 17, Flurstück: 12 | Das kubische Gebäude aus unverputztem Sandsteinmauerwerk ist als ehemaliges Gefängnis des Justizamtes Bischhausen aus geschichtlichen und städtebaulichen Gründen schützenswert. |         | 38771 DDB  |
| Bild gesucht BW                                                                                          | Wohnhaus                 | Am Kirchplatz 3 LageFlur: 17, Flurstück: 210/25 | |         | 38772 DDB  |
| weitere Bilder                                                                                           | Bahnhof                  | Bahnhofstraße 1, Bahnhofstraße LageFlur: 8, Flurstück: 57/28, 57/29                                                                                                   | Bahnhofsgebäude | 1879    | 38773 DDB  |
| Bild gesucht BW                                                                                          | Wohnhaus                 | Eichholzgasse 1 LageFlur: 17, Flurstück: 54/1 | | 1773    | 38775 DDB  |
| Bild gesucht BW                                                                                          | Scheune                  | Fitzgasse 10a LageFlur: 17, Flurstück: 157/4 | | 1756    | 38776 DDB  |
| Bild gesucht BW                                                                                          | Friedhof                 | Hinter dem Totenhof, Totenhof LageFlur: 15, Flurstück: 7/3, 9/3 | zwei gusseiserne Grabkreuze |         | 38777 DDB  |
| Jüdischer Friedhof                                                                                       | Jüdischer Friedhof       | Im Rittershagen LageFlur: 10, Flurstück: 29, 30 | |         | 38778 DDB  |
| weitere Bilder                                                                                           | Evangelische Kirche      | Kirchplatz LageFlur: 17, Flurstück: 18/1 | |         | 38769 DDB  |
| Hofanlage                                                                                                | Hofanlage                | Landstraße 27 LageFlur: 16, Flurstück: 49/7 | |         | 38779 DDB  |
| Hofanlage                                                                                                | Hofanlage                | Landstraße 34 LageFlur: 16, Flurstück: 32/7 | |         | 38780 DDB  |
| Wohnhaus                                                                                                 | Wohnhaus                 | Landstraße 42 LageFlur: 16, Flurstück: 28/3 | |         | 38781 DDB  |
| Wohnhaus                                                                                                 | Wohnhaus                 | Landstraße 44 LageFlur: 16, Flurstück: 27/1 | |         | 38782 DDB  |
| Wohnhaus                                                                                                 | Wohnhaus                 | Landstraße 46 LageFlur: 16, Flurstück: 26/2 | |         | 38783 DDB  |
| Wohnhaus                                                                                                 | Wohnhaus                 | Landstraße 50 LageFlur: 16, Flurstück: 25/3 | |         | 130646 DDB |
| Ehemaliger Posthof                                                                                       | Ehemaliger Posthof       | Landstraße 52 LageFlur: 16, Flurstück: 20/3 | |         | 38784 DDB  |
| Wohnhaus                                                                                                 | Wohnhaus                 | Landstraße 55 LageFlur: 16, Flurstück: 73/5 | | 1825    | 38785 DDB  |
| Wohnhaus                                                                                                 | Wohnhaus                 | Landstraße 62 LageFlur: 16, Flurstück: 8/10 | | 1713    | 38786 DDB  |
| Wohnhaus                                                                                                 | Wohnhaus                 | Lehmkaute 1 LageFlur: 17, Flurstück: 117/3 | | 1661    | 38787 DDB  |
| Bild gesucht BW                                                                                          | Doppelhaus               | Lehmkaute 2/4 LageFlur: 17, Flurstück: 154, 155/1 | |         | 38789 DDB  |
| Bild gesucht BW                                                                                          | Wohnhaus                 | Lehmkaute 3 LageFlur: 17, Flurstück: 118/3 | |         | 38788 DDB  |
| Bild gesucht BW                                                                                          | Wohnhaus                 | Lehmkaute 13 LageFlur: 17, Flurstück: 128/1 | |         | 38790 DDB  |
| Bild gesucht BW                                                                                          | Mühle                    | Mühlenstraße, Lindenweg, Große Wiese LageFlur: 18, Flurstück: 112, 35/3, 97/2                                                                                         | |         | 38793 DDB  |
| Wohnhaus                                                                                                 | Wohnhaus                 | Mühlenstraße 2 LageFlur: 16, Flurstück: 91/2 | |         | 38791 DDB  |
| Bild gesucht BW                                                                                          | Hofanlage                | Mühlenstraße 6 LageFlur: 16, Flurstück: 93/1 | |         | 38792 DDB  |
| Bild gesucht BW                                                                                          | Hofanlage                | Mühlenstraße 10 LageFlur: 16, Flurstück: 97/2 | |         | 38794 DDB  |
| Direkt Bild zu diesem Denkmal hochladen                                                                  | Forst- und Weidegrenzen  | Rohläufchen Flur: 7, Flurstück: 1 | Inschrift: AWVE/GPPH 1750 |         | 39288 DDB  |
| Bild gesucht BW                                                                                          | Grenzstein               | Rohläufchen LageFlur: 7, Flurstück: 1 | |         | 39251 DDB  |
| Bild gesucht BW                                                                                          | Wohnhaus                 | Steinweg 8 LageFlur: 16, Flurstück: 80/4 | | 1816    | 38795 DDB  |
| Bild gesucht BW                                                                                          | Ehemalige Schneidemühle  | Steinweg 12 LageFlur: 16, Flurstück: 83/3 | |         | 38796 DDB  |
| Bild gesucht BW                                                                                          | Wohnhaus                 | Steinweg 16 LageFlur: 16, Flurstück: 85/3 | |         | 38797 DDB  |
| Bild gesucht BW                                                                                          | Wohnhaus                 | Steinweg 18 LageFlur: 16, Flurstück: 86/4 | | um 1700 | 38798 DDB  |
| Bild gesucht BW                                                                                          | Wohnhaus                 | Steinweg 20 LageFlur: 16, Flurstück: 87/2 | |         | 38799 DDB  |
| weitere Bilder                                                                                           | Domäne                   | Zum Junkerhof 2/4, Zum Junkerhof LageFlur: 17, Flurstück: 209/25, 24/3, 25/5                                                                                          | Verwaltungshof der boyneburgischen Güter |         | 38774 DDB  |

### Burghofen
| Bild                   | Bezeichnung            | Lage                                                         | Beschreibung                                        | Bauzeit | Objekt-Nr. |
| ---------------------- | ---------------------- | ------------------------------------------------------------ | --------------------------------------------------- | ------- | ---------- |
| Gesamtanlage Burghofen | Gesamtanlage Burghofen | Sachsenring, Thüringer Straße 5–21, 6–26 Lage                |                                                     |         | 38801 DDB  |
| Bild gesucht BW        | Grabsteine             | Beim Kreuzstein LageFlur: 5, Flurstück: 74/3                 | zwei alte Grabsteine auf dem Friedhof von Burghofen |         | 38811 DDB  |
| Bild gesucht BW        | Mühle                  | Dorfmühle, Sachsenring 11 LageFlur: 6, Flurstück: 15/2, 64/1 | Dorfmühle                                           |         | 38803 DDB  |
| weitere Bilder         | Evangelische Kirche    | Sachsenring 2 LageFlur: 6, Flurstück: 60                     |                                                     |         | 38802 DDB  |
| Bild gesucht BW        | Fachwerknebengebäude   | Thüringer Straße LageFlur: 6, Flurstück: 139/46              |                                                     |         | 38810 DDB  |
| Bild gesucht BW        | Wohnhaus               | Thüringer Straße 6 LageFlur: 6, Flurstück: 116/3             |                                                     |         | 38805 DDB  |
| Bild gesucht BW        | Wohnhaus               | Thüringer Straße 6 LageFlur: 6, Flurstück: 116/3             |                                                     | 1798    | 38804 DDB  |
| Bild gesucht BW        | Wohnhaus               | Thüringer Straße 11/13 LageFlur: 6, Flurstück: 45/2, 49/3    |                                                     |         | 38806 DDB  |
| Bild gesucht BW        | Wohnhaus               | Thüringer Straße 18 LageFlur: 6, Flurstück: 86/4             |                                                     | 1655    | 38807 DDB  |
| Bild gesucht BW        | Wohnhaus               | Thüringer Straße 23 LageFlur: 6, Flurstück: 28/4             |                                                     |         | 38808 DDB  |
| Bild gesucht BW        | Wohnhaus               | Thüringer Straße 24 LageFlur: 6, Flurstück: 100/6            |                                                     |         | 38809 DDB  |

### Eltmannsee
| Bild            | Bezeichnung        | Lage                                    | Beschreibung | Bauzeit | Objekt-Nr. |
| --------------- | ------------------ | --------------------------------------- | ------------ | ------- | ---------- |
| Bild gesucht BW | Wirtschaftsgebäude | Rügenweg LageFlur: 3, Flurstück: 36/3   |              |         | 38816 DDB  |
| Bild gesucht BW | Wohnhaus           | Rügenweg 4 LageFlur: 3, Flurstück: 30/3 |              | 1833    | 38813 DDB  |
| Bild gesucht BW | Wohnhaus           | Rügenweg 6 LageFlur: 3, Flurstück: 26/4 |              |         | 38814 DDB  |
| Bild gesucht BW | Wohnhaus           | Rügenweg 8 LageFlur: 3, Flurstück: 79/2 |              |         | 38815 DDB  |

### Friemen
| Bild            | Bezeichnung                  | Lage                                                         | Beschreibung | Bauzeit | Objekt-Nr. |
| --------------- | ---------------------------- | ------------------------------------------------------------ | --- | ------- | ---------- |
| Grabstelle      | Grabstelle                   | Lilienstraße LageFlur: 5, Flurstück: 3/1                     | In unmittelbarer Nähe zu zwei als Naturdenkmale geschützten alten Linden befindet sich das Grab des hannoverschen Majors a. D. Johann Nicolaus Brenning (* im Dezember in Altona; † 14. Februar 1855 in Friemen), der in Friemen begütert war. Seine Ruhestätte, mit der noch vollständig erhaltenen Grabeinfassung und dem gusseisernen Kreuz, steht aus künstlerischen Gründen unter Denkmalschutz. |         | 38823 DDB  |
| Bild gesucht BW | Gutshof                      | Lilienstraße 1/1a LageFlur: 6, Flurstück: 10/1, 6/3, 9/1     | Sachgesamtheit Rittergut |         | 38818 DDB  |
| Bild gesucht BW | Wohnhaus                     | Lilienstraße 5 LageFlur: 5, Flurstück: 65/3                  | | 1765    | 38819 DDB  |
| Bild gesucht BW | Streckhof                    | Lilienstraße 6 LageFlur: 5, Flurstück: 47/3                  | |         | 38820 DDB  |
| weitere Bilder  | Evangelische Kirche          | Lilienstraße 9 LageFlur: 5, Flurstück: 54/1                  | Dem massiven Unterbau des Wehrturms aus dem Jahr 1498 wurde 1718 ein zweigeschossiger Fachwerkturm aufgesetzt, der von einem Krüppelwalmdach bedeckt wird. Gleichzeitig mit der Aufstockung des Turmes wurde dem Innenraum ein Seitenschiff angefügt. |         | 38821 DDB  |
| Bild gesucht BW | Obermühle                    | Margaritenweg 10, Obermühle LageFlur: 8, Flurstück: 22/7, 23 | mit Wirtschaftsgebäude | 1650    | 38822 DDB  |
| Bild gesucht BW | Fachwerkwohnhaus             | Nelkenweg LageFlur: 5, Flurstück: 68/1                       | | 1746    | 38826 DDB  |
| Bild gesucht BW | Wohnhaus                     | Nelkenweg 2 LageFlur: 5, Flurstück: 59/2                     | |         | 38824 DDB  |
| Bild gesucht BW | Wohn- und Wirtschaftsgebäude | Nelkenweg 6 LageFlur: 5, Flurstück: 61/3                     | | 1798    | 38825 DDB  |

### Gehau
| Bild                | Bezeichnung         | Lage                                        | Beschreibung | Bauzeit | Objekt-Nr. |
| ------------------- | ------------------- | ------------------------------------------- | --- | ------- | ---------- |
| Transformatorenhaus | Transformatorenhaus | Am Bornrain LageFlur: 4, Flurstück: 40/3    | Das Transformatorenhaus an der Kreisstraße von Gehau nach Eltmannsee wurde in den frühen 1920er Jahren mit Kalkbruchsteinen errichtet. Betrieben wurde die Anlage zunächst vom Zweckverband Überlandwerk, der 1955 an die EAM überging. Wegen seiner geschichtlichen und technischen Bedeutung wurde es als Kulturdenkmal in das hessische Denkmalverzeichnis eingetragen. |         | 130647 DDB |
| Bild gesucht BW     | Hofanlage           | Dürerstraße 1 LageFlur: 26, Flurstück: 33/3 | |         | 38828 DDB  |

### Harmuthsachsen
| Bild                         | Bezeichnung                  | Lage                                                                                            | Beschreibung | Bauzeit | Objekt-Nr. |
| ---------------------------- | ---------------------------- | ----------------------------------------------------------------------------------------------- | --- | ------- | ---------- |
| Bild gesucht BW              | Gesamtanlage Harmuthsachsen  | Am Töpfermarkt, Bilsteinstraße 1–21, 8–38, Im Rimbach, Meißnerstraße 1–13, 2–16, Rittergut Lage | |         | 38830 DDB  |
| Neuer Jüdischer Friedhof     | Neuer Jüdischer Friedhof     | Am Mantelsrain LageFlur: 2, Flurstück: 261                                                      | |         | 38833 DDB  |
| Bild gesucht BW              | Wohnhaus                     | Am Töpfermarkt 3 LageFlur: 3, Flurstück: 62/1                                                   | |         | 38861 DDB  |
| Bild gesucht BW              | Wohn- und Wirtschaftsgebäude | Am Töpfermarkt 5 LageFlur: 3, Flurstück: 65/2                                                   | |         | 38862 DDB  |
| Bild gesucht BW              | Wohnhaus                     | Am Töpfermarkt 7 LageFlur: 3, Flurstück: 67/2                                                   | |         | 38863 DDB  |
| Wegweiser Richtung Wollstein | Wegweiser Richtung Wollstein | Auf der Leimenkaute LageFlur: 3, Flurstück: 69/26                                               | Der Wegweiser wird als Verkehrsmal aus geschichtlichen Gründen geschützt. |         | 39289 DDB  |
| Bild gesucht BW              | Wohnhaus                     | Bilsteinstraße 1 LageFlur: 3, Flurstück: 5/2                                                    | |         | 38834 DDB  |
| Bild gesucht BW              | Wohnhaus                     | Bilsteinstraße 9 LageFlur: 3, Flurstück: 42/2                                                   | | 1755    | 38836 DDB  |
| Bild gesucht BW              | Wohnhaus                     | Bilsteinstraße 10 LageFlur: 3, Flurstück: 142/4                                                 | |         | 38837 DDB  |
| Bild gesucht BW              | Wohnhaus                     | Bilsteinstraße 12 LageFlur: 3, Flurstück: 134/2                                                 | |         | 38839 DDB  |
| Bild gesucht BW              | Scheune                      | Bilsteinstraße 13 LageFlur: 3, Flurstück: 69/1                                                  | Teil der Gesamtanlage Harmuthsachsen | um 1800 | 963155     |
| Bild gesucht BW              | Wohnhaus                     | Bilsteinstraße 14 LageFlur: 3, Flurstück: 130/5                                                 | |         | 38841 DDB  |
| Bild gesucht BW              | Ehemalige Synagoge           | Bilsteinstraße 15 LageFlur: 3, Flurstück: 72/1                                                  | | um 1800 | 38842 DDB  |
| Bild gesucht BW              | Wohnhaus                     | Bilsteinstraße 16 LageFlur: 3, Flurstück: 129/4                                                 | |         | 38843 DDB  |
| Bild gesucht BW              | Doppelwohnhaus               | Bilsteinstraße 18/20 LageFlur: 3, Flurstück: 122/5, 124/3                                       | |         | 38844 DDB  |
| Bild gesucht BW              | Wohnhaus                     | Bilsteinstraße 22 LageFlur: 3, Flurstück: 119/4                                                 | |         | 38845 DDB  |
| Bild gesucht BW              | Wohnhaus                     | Bilsteinstraße 24/26 LageFlur: 3, Flurstück: 118/2                                              | |         | 38846 DDB  |
| Bild gesucht BW              | Untermühle                   | Bilsteinstraße 27 LageFlur: 3, Flurstück: 85/3                                                  | |         | 38848 DDB  |
| Bild gesucht BW              | Wohnhaus                     | Bilsteinstraße 34 LageFlur: 3, Flurstück: 107/2                                                 | |         | 38847 DDB  |
| Bild gesucht BW              | Wohnhaus                     | Bilsteinstraße 38 LageFlur: 3, Flurstück: 102/2                                                 | |         | 38849 DDB  |
| Bild gesucht BW              | Anger                        | Kirchplatz (Bilsteinstraße) LageFlur: 3, Flurstück: 159/5                                       | |         | 38831 DDB  |
| Bild gesucht BW              | Meilenstein                  | L 3334 LageFlur: 6, Flurstück: 109/72                                                           | Inschrift: Cassel 5 M |         | 39290 DDB  |
| Bild gesucht BW              | Wohnhaus                     | Meißnerstraße 1 LageFlur: 3, Flurstück: 39/1                                                    | |         | 38850 DDB  |
| Bild gesucht BW              | Wohnhaus                     | Meißnerstraße 3 LageFlur: 3, Flurstück: 38/2                                                    | |         | 38851 DDB  |
| Bild gesucht BW              | Wohnhaus                     | Meißnerstraße 5 LageFlur: 3, Flurstück: 35/4                                                    | |         | 38852 DDB  |
| Bild gesucht BW              | Wohnhaus                     | Meißnerstraße 6 LageFlur: 3, Flurstück: 49/1                                                    | |         | 38853 DDB  |
| Bild gesucht BW              | Wohnhaus                     | Meißnerstraße 9 LageFlur: 3, Flurstück: 27                                                      | |         | 38854 DDB  |
| Bild gesucht BW              | Evangelische Kirche          | Meißnerstraße 10 LageFlur: 3, Flurstück: 53/1                                                   | Pfarrkirche | 1749    | 38855 DDB  |
| Bild gesucht BW              | Wohnhaus                     | Meißnerstraße 12 LageFlur: 3, Flurstück: 51/4                                                   | |         | 38856 DDB  |
| Bild gesucht BW              | Forsthof                     | Meißnerstraße 13 LageFlur: 3, Flurstück: 25/3                                                   | Hofanlage |         | 38857 DDB  |
| Bild gesucht BW              | Sandsteinbrücke              | Meißnerstraße (L 3334) LageFlur: 3, Flurstück: 157/9                                            | |         | 38860 DDB  |
| Alter Jüdischer Friedhof     | Alter Jüdischer Friedhof     | Rauschenberg LageFlur: 5, Flurstück: 16                                                         | |         | 38832 DDB  |
| Bild gesucht BW              | Rittergut                    | Rittergut 2/2a/2b/4 LageFlur: 4, Flurstück: 16/5, 64/2                                          | Gutshof mit Herrenhaus, Wirtschaftsgebäuden und der Hofeinfahrt |         | 38858 DDB  |
| Bild gesucht BW              | Reste eines Burgsitzes       | Rittergut 4 LageFlur: 4, Flurstück: 16/5                                                        | |         | 38859 DDB  |
| weitere Bilder               | Steinkreuz                   | Vierbach LageFlur: 2, Flurstück: 69/20                                                          | Der Kreuzstein, der auch Schäferstein oder Heiliges Kreuz genannt wird, steht als Rechtsdenkmal aus alter Zeit aus geschichtlichen Gründen unter Schutz. Er hat in dem topographischen Handbuch von Heinrich Riebeling „Steinkreuze und Kreuzsteine in Hessen“ die Katalognummer 4825.1. Die Linde, an deren Fuß er steht, wurde 1936 zum Naturdenkmal erklärt. |         | 39332 DDB  |

### Harmuthsachsens Wollstein
| Bild           | Bezeichnung                  | Lage                                                                          | Beschreibung | Bauzeit | Objekt-Nr. |
| -------------- | ---------------------------- | ----------------------------------------------------------------------------- | --- | ------- | ---------- |
| weitere Bilder | Sachgesamtheit Gut Wollstein | Wollstein 1, Wollstein, Sommerberg LageFlur: 1, Flurstück: 10/1, 2/1, 28/1, 9 | Gutshof mit Wohngebäude, vier Wirtschaftsgebäuden, einem Gästehaus und einer Kapelle, und dem Friedhof mit einem Grabstein von 1627 |         | 38864 DDB  |

### Hasselbach
| Bild                | Bezeichnung             | Lage                                                                                 | Beschreibung                                       | Bauzeit | Objekt-Nr. |
| ------------------- | ----------------------- | ------------------------------------------------------------------------------------ | -------------------------------------------------- | ------- | ---------- |
| Bild gesucht BW     | Gesamtanlage Hasselbach | Goethestraße 14, 18–30, 5–31, Heinrich-Heine-Straße 1, Schillerstraße 1–7, 2–12 Lage |                                                    |         | 38866 DDB  |
| Bild gesucht BW     | Wohnhaus                | Goethestraße 11 LageFlur: 11, Flurstück: 62/4                                        |                                                    |         | 38867 DDB  |
| Bild gesucht BW     | Wohnhaus                | Goethestraße 21 LageFlur: 14, Flurstück: 75/2                                        |                                                    | 1732    | 38868 DDB  |
| Evangelische Kirche | Evangelische Kirche     | Goethestraße 22 LageFlur: 14, Flurstück: 96/4                                        | Dorfkirche                                         | 1797    | 38869 DDB  |
| Bild gesucht BW     | Wohnhaus                | Goethestraße 23 LageFlur: 14, Flurstück: 82/4                                        |                                                    | 1792    | 38870 DDB  |
| Bild gesucht BW     | Wohnhaus                | Goethestraße 26, Schillerstraße 3 LageFlur: 14, Flurstück: 97/7, 98/6                |                                                    | 1767    | 38871 DDB  |
| Wohnhaus            | Wohnhaus                | Goethestraße 29 LageFlur: 14, Flurstück: 105/3                                       |                                                    | 1738    | 38872 DDB  |
| Bild gesucht BW     | Wohnhaus                | Goethestraße 31 LageFlur: 14, Flurstück: 124/5                                       |                                                    |         | 38873 DDB  |
| Bild gesucht BW     | Straßenbrücke           | Heinrich-Heine-Straße LageFlur: 14, Flurstück: 131/25                                |                                                    |         | 38875 DDB  |
| Bild gesucht BW     | Gutshof                 | Heinrich-Heine-Straße 1 LageFlur: 19, Flurstück: 25/2                                | Herrenhaus mit Wirtschaftsgebäuden und Hofeinfahrt |         | 38874 DDB  |
| Bild gesucht BW     | Wohnhaus                | Schillerstraße 2 LageFlur: 14, Flurstück: 16/2                                       |                                                    | 1789    | 38876 DDB  |
| Bild gesucht BW     | Wohnhaus                | Schillerstraße 4 LageFlur: 14, Flurstück: 9/8                                        | mit Scheune                                        |         | 38877 DDB  |
| Bild gesucht BW     | Wohnhaus                | Schillerstraße 5 LageFlur: 14, Flurstück: 107/1                                      |                                                    | 1767    | 38878 DDB  |
| Bild gesucht BW     | Wohnhaus                | Schillerstraße 6 LageFlur: 14, Flurstück: 173/122                                    |                                                    |         | 130166 DDB |

### Hetzerode
| Bild            | Bezeichnung         | Lage                                      | Beschreibung | Bauzeit | Objekt-Nr. |
| --------------- | ------------------- | ----------------------------------------- | ------------ | ------- | ---------- |
| Bild gesucht BW | Evangelische Kirche | Schlosserweg 6 LageFlur: 2, Flurstück: 32 | Dorfkirche   |         | 38880 DDB  |

### Kirchhosbach
| Bild                      | Bezeichnung                                   | Lage                                                                      | Beschreibung | Bauzeit | Objekt-Nr. |
| ------------------------- | --------------------------------------------- | ------------------------------------------------------------------------- | --- | ------- | ---------- |
| Gesamtanlage Kirchhosbach | Gesamtanlage Kirchhosbach                     | Behringstraße 1–15, Max-Planck-Straße, Peter-Grieß-Straße 3–25, 4–28 Lage | Zu der Gesamtanlage des Ortes gehört die Bebauung entlang der Hauptstraße Peter-Grieß-Straße und die Gebäudestaffel um die Kirche. |         | 38882 DDB  |
| Evangelische Kirche       | Evangelische Kirche                           | Behringstraße LageFlur: 4, Flurstück: 41                                  | Die Kirche wurde im 11. Jahrhundert ursprünglich als Wehrkirche mit massivem Mauerwerk errichtet. Durch das im Jahr 1661 aufgestockte Fachwerkobergeschoss entstand im Inneren ein hoher Kastenraum, in dem zweistöckige Emporen eingefügt werden konnten. Deren Brüstungen haben Kassettenfüllungen und als dekorativen Abschluss einen durchlaufenden Klötzchenfries. Zu den besonders bemerkenswerten Ausstattungsstücken gehören die Holzkanzel aus dem Jahr 1601 mit Bildnissen der vier Evangelisten Matthäus, Markus, Lukas und Johannes sowie die im Jahr 1841 erbaute Orgel. |         | 38885 DDB  |
| Bild gesucht BW           | Wohnhaus                                      | Behringstraße 15 LageFlur: 4, Flurstück: 43/2                             | | 1766    | 38884 DDB  |
| Bild gesucht BW           | Sandsteingrabstein und gusseisernes Grabkreuz | Hinter der Schule LageFlur: 8, Flurstück: 28/1                            | auf dem alten Friedhof |         | 38883 DDB  |
| Bild gesucht BW           | Wassermühle                                   | Peter-Grieß-Straße 6 LageFlur: 4, Flurstück: 101                          | Hofanlage einer Wassermühle |         | 38886 DDB  |
| Bild gesucht BW           | Kellereingang                                 | Peter-Grieß-Straße 7 LageFlur: 4, Flurstück: 17/1                         | |         | 38894 DDB  |
| Bild gesucht BW           | Hofanlage                                     | Peter-Grieß-Straße 8 LageFlur: 4, Flurstück: 96/3                         | | 1831    | 38887 DDB  |
| Bild gesucht BW           | Wohnhaus                                      | Peter-Grieß-Straße 10 LageFlur: 4, Flurstück: 92/3                        | mit Scheune |         | 38898 DDB  |
| Bild gesucht BW           | Hofanlage                                     | Peter-Grieß-Straße 12 LageFlur: 4, Flurstück: 91/3                        | |         | 38888 DDB  |
| Bild gesucht BW           | Scheune                                       | Peter-Grieß-Straße 14 LageFlur: 4, Flurstück: 89/2                        | | 1838    | 38889 DDB  |
| Bild gesucht BW           | Wohnhaus                                      | Peter-Grieß-Straße 19 LageFlur: 4, Flurstück: 45/3                        | |         | 38890 DDB  |
| Bild gesucht BW           | Wohnhaus                                      | Peter-Grieß-Straße 21 LageFlur: 4, Flurstück: 46/5                        | |         | 38891 DDB  |
| Bild gesucht BW           | Wohnhaus                                      | Peter-Grieß-Straße 22 LageFlur: 4, Flurstück: 80/2                        | |         | 38892 DDB  |
| Bild gesucht BW           | Wohnhaus                                      | Peter-Grieß-Straße 23 LageFlur: 4, Flurstück: 51/3                        | |         | 38893 DDB  |
| Bild gesucht BW           | Hofanlage                                     | Peter-Grieß-Straße 35 LageFlur: 4, Flurstück: 68/3                        | |         | 38895 DDB  |

### Mäckelsdorf
| Bild            | Bezeichnung         | Lage                                      | Beschreibung | Bauzeit | Objekt-Nr. |
| --------------- | ------------------- | ----------------------------------------- | ------------ | ------- | ---------- |
| Bild gesucht BW | Evangelische Kirche | Kastanienweg 2 LageFlur: 4, Flurstück: 39 |              |         | 38897 DDB  |

### Rechtebach
| Bild                                    | Bezeichnung             | Lage                                                                      | Beschreibung | Bauzeit | Objekt-Nr. |
| --------------------------------------- | ----------------------- | ------------------------------------------------------------------------- | --- | ------- | ---------- |
| Direkt Bild zu diesem Denkmal hochladen | Gesamtanlage Rechtebach | Haselweg 1–9, 2–14, Holunderstraße 1–17, 2, Schlehenweg 7, Wacholderweg 2 | |         | 38900 DDB  |
| Anger                                   | Anger                   | Anger LageFlur: 3, Flurstück: 60/35                                       | Der Dorfanger befindet sich in der Ortsmitte, unterhalb der Kirche und wird von einer weitgehend erhaltenen historischen Bebauung umgeben. In der Mitte des runden Platzes von etwa 9 m Durchmesser, der von einer bis zu 50 cm hohen Mauer aus Sandsteinquadern umgeben wird, erhebt sich eine Linde die im Jahr 1936 zu einem Naturdenkmal erklärt wurde. Außerhalb des ummauerten Bereiches steht eine zweite, vermutlich gleichaltrige Linde und ein Steintisch einer früheren Gerichtsstätte. |         | 38901 DDB  |
| weitere Bilder                          | Evangelische Kirche     | Haselweg 8 LageFlur: 3, Flurstück: 42/1                                   | Dorfkirche mit fünf Grabsteinen auf dem Kirchhof |         | 38902 DDB  |
| Bild gesucht BW                         | Hofanlage               | Holunderstraße 3 LageFlur: 3, Flurstück: 9/3                              | |         | 38903 DDB  |

### Rodebach
| Bild                  | Bezeichnung                         | Lage                                                | Beschreibung | Bauzeit | Objekt-Nr. |
| --------------------- | ----------------------------------- | --------------------------------------------------- | --- | ------- | ---------- |
| Gesamtanlage Rodebach | Gesamtanlage Rodebach               | Amselweg 1–13, 2–16, Drosselweg 5, 2–8, Meisenweg 2 | Zu der aus geschichtlichen Gründen geschützten Gesamtanlage gehört der ursprüngliche Dorfkern rund um die Kirche und den Anger. Das Ortsbild wird hier von mittel- bis kleinbäuerlichen Hofanlagen geprägt, die sich in lockerer Reihung aneinanderfügen. Dichter geschlossen ist eine Gebäudestaffel mit traufständigen Wohnhäusern aus dem 17. oder 18. Jahrhundert zwischen Amselweg 8 und 18.                                                                            |         | 38905 DDB  |
| Bild gesucht BW       | Grenzstein * 4825.2 – Cent Bilstein | Am Hasselbacher Wege LageFlur: 11, Flurstück: 116   | |         | 39252 DDB  |
| Anger                 | Anger                               | Amselweg LageFlur: 8, Flurstück: 79/9               | Der im Kreuzungsbereich mehrerer Straßen liegende Dorfanger wurde bei Straßenbauarbeiten im Jahr 1964 etwas weiter nach Westen verlegt und mit kleinerem Durchmesser neu aufgebaut. Dabei wurde die alte Linde gefällt und auf dem jetzigen Platz wurden sieben neue Linden gepflanzt. Die ehemalige Versammlungs- und Gerichtsstätte mit rundem Mauerring, Steinbänken und Steintisch wird aus städtebaulichen und ortsgeschichtlichen Gründen als erhaltenswert angesehen. |         | 38912 DDB  |
| Bild gesucht BW       | Streckhof                           | Amselweg 1 LageFlur: 8, Flurstück: 48/2             | |         | 38906 DDB  |
| weitere Bilder        | Evangelische Kirche                 | Amselweg 7a LageFlur: 8, Flurstück: 53/6            | Die Kirche steht auf einer der höchsten Stellen des Ortes und bestimmt mit ihrem Turm die Dorfsilhouette. Der mit Schieferschindeln eingedeckte Giebelturm erhebt sich mit quadratischem Grundriss über das aus Bruchsteinen gefertigten Kirchenschiff, das mit einem Satteldach geschlossen wird. Seine heutige Gestalt erhielt der Saalbau im frühen 18. Jahrhundert. |         | 38907 DDB  |
| Bild gesucht BW       | Wohnhaus                            | Amselweg 8 LageFlur: 8, Flurstück: 30/2             | |         | 38908 DDB  |
| Bild gesucht BW       | Hofanlage                           | Amselweg 14 LageFlur: 8, Flurstück: 22/5            | |         | 38909 DDB  |
| Bild gesucht BW       | Wohnhaus                            | Amselweg 16 LageFlur: 8, Flurstück: 19/4            | mit Scheune |         | 38910 DDB  |
| Bild gesucht BW       | Wohnhaus                            | Amselweg 18 LageFlur: 8, Flurstück: 16/4            | |         | 38911 DDB  |
| Bild gesucht BW       | Niedermühle                         | Finkenweg 9 LageFlur: 6, Flurstück: 26/1            | mit vier kleineren Nebengebäuden |         | 38913 DDB  |
| Bild gesucht BW       | Wohnhaus                            | Meisenweg 1 LageFlur: 7, Flurstück: 2/9             | mit Hofeinfahrt |         | 38914 DDB  |
| Bild gesucht BW       | Streckhof                           | Meisenweg 6 LageFlur: 7, Flurstück: 15/7            | |         | 38915 DDB  |

### Schemmern
| Bild                                    | Bezeichnung                                                           | Lage                                                                   | Beschreibung    | Bauzeit | Objekt-Nr. |
| --------------------------------------- | --------------------------------------------------------------------- | ---------------------------------------------------------------------- | --------------- | ------- | ---------- |
| Direkt Bild zu diesem Denkmal hochladen | Gesamtanlage Schemmern                                                | Donauweg 2–4, Ederweg, Isarweg, Moselweg, Weserstraße 9–37, 8–32       |                 |         | 38917 DDB  |
| Bild gesucht BW                         | Bischofferoder Tunnel, vgl. Tunnelportal in Spangenberg-Bischofferode | Eisenbahn, Nesseldelle, Im Fischbach LageFlur: 12, Flurstück: 118, 130 | Eisenbahntunnel |         | 38919 DDB  |
| Bild gesucht BW                         | Wohnhaus                                                              | Fuldaweg 10 LageFlur: 4, Flurstück: 78/1                               |                 | um 1800 | 38920 DDB  |
| Bild gesucht BW                         | Forsthaus Fischbach                                                   | Im Wünschengrund LageFlur: 12, Flurstück: 28/1                         |                 |         | 38918 DDB  |
| Bild gesucht BW                         | Evangelische Kirche                                                   | Isarweg LageFlur: 3, Flurstück: 22/1                                   |                 |         | 38922 DDB  |
| Bild gesucht BW                         | Hofanlage                                                             | Isarweg 8, Isarweg LageFlur: 3, Flurstück: 33/5, 33/7                  |                 |         | 38921 DDB  |
| Bild gesucht BW                         | Streckhof                                                             | Moselweg 2 LageFlur: 3, Flurstück: 29                                  |                 | 1785    | 38923 DDB  |
| Bild gesucht BW                         | Streckhof                                                             | Weserstraße 17 LageFlur: 3, Flurstück: 26/1                            |                 | 1688    | 38924 DDB  |
| Bild gesucht BW                         | Wohnhaus                                                              | Weserstraße 18 LageFlur: 4, Flurstück: 51/3                            |                 |         | 38925 DDB  |
| Bild gesucht BW                         | Wohnhaus                                                              | Weserstraße 19 LageFlur: 3, Flurstück: 25/3                            |                 |         | 38926 DDB  |
| Bild gesucht BW                         | Wohnhaus                                                              | Weserstraße 29 LageFlur: 3, Flurstück: 21/3                            |                 | um 1780 | 38927 DDB  |
| Bild gesucht BW                         | Hofanlage                                                             | Weserstraße 31/33 LageFlur: 4, Flurstück: 23/4, 23/5                   |                 |         | 38928 DDB  |

### Stolzhausen
| Bild                                    | Bezeichnung                                           | Lage                                           | Beschreibung             | Bauzeit | Objekt-Nr. |
| --------------------------------------- | ----------------------------------------------------- | ---------------------------------------------- | ------------------------ | ------- | ---------- |
| Bild gesucht BW                         | Wohnhaus                                              | Frühlingsweg 2 LageFlur: 2, Flurstück: 24/3    |                          | 1841    | 38931 DDB  |
| Direkt Bild zu diesem Denkmal hochladen | Steinkreuz * 4825.1                                   | Gedenk- und Sühnesteine                        |                          |         | 39292 DDB  |
| Direkt Bild zu diesem Denkmal hochladen | Trigonometrischer Punkt 2. Klasse – Vermessungssteine | Kabinetswald Flur: 8, Flurstück: 6/5           | Inschrift: KLV 1847      |         | 39291 DDB  |
| Direkt Bild zu diesem Denkmal hochladen | 17 Grenzsteine – Justizamts- und Gerichtsgrenzen      | Kabinetswald Flur: 8, Flurstück: 6/5           | Inschrift: ASB/ASTA 1791 |         | 39286 DDB  |
| Bild gesucht BW                         | Grabstein                                             | Über dem Kirchhof LageFlur: 2, Flurstück: 59/1 | barocker Grabstein       |         | 38930 DDB  |